# Antoni Nowakowski (ekonomista)
Antoni Wacław Nowakowski (ur. 13 czerwca 1944, zm. 3 lutego 2020) – polski ekonomista, prof. dr hab.

## Życiorys
W 1968 ukończył studia ekonomiczne w Politechnice Szczecińskiej. Obronił pracę doktorską, następnie uzyskał stopień doktora habilitowanego. 29 lipca 1991 nadano mu tytuł profesora w zakresie nauk ekonomicznych. Objął funkcję profesora zwyczajnego w Katedrze Informatyki Ekonomicznej na Wydziale Zarządzania i Marketingu Wyższej Szkole Biznesu w Pile, w Katedrze Ekonomii i Zarządzania Zachodniopomorskiej Szkole Biznesu w Szczecinie, w Katedrze Organizacji i Zarządzania na Wydziale Informatyki Politechniki Szczecińskiej, w Katedrze Organizacji i Zarządzania na Wydziale Informatyki Zachodniopomorskiego Uniwersytetu Technologicznego w Szczecinie, w Instytucie Informatyki w Zarządzaniu na Wydziale Nauk Ekonomicznych i Zarządzania Uniwersytetu Szczecińskiego, oraz na Zamiejscowym Wydziale w Stargardzie Zachodniopomorskiej Szkole Biznesu.
Był kierownikiem w Katedrze Organizacji i Zarządzania na Wydziale Informatyki Politechniki Szczecińskiej, Katedry Organizacji i Zarządzania Wydziału Informatyki Zachodniopomorskiego Uniwersytetu Technologicznego w Szczecinie, Katedry Organizacji i Zarządzania Zachodniopomorskiej Szkoły Biznesu w Szczecinie, a także Katedry Informatyki Ekonomicznej Wydziału Zarządzania i Marketingu Wyższej Szkoły Biznesu w Pile.
Piastował stanowisko rektora w Wyższej Szkole Biznesu w Pile i członka Komitetu Inżynierii Produkcji na IV Wydziale Nauk Technicznych Polskiej Akademii Nauk.
Zmarł 3 lutego 2020 na cmentarzu Centralnym w Szczecinie (kw. 32D, rząd 1. miejsce 5).